# Yoron
Yoron (与論町 Yoron-chō?) es un pueblo en la prefectura de Kagoshima, Japón, localizado en las islas Amami,  al sur de la isla de Kyūshū. Tenía una población estimada de 4992 habitantes el 1 de marzo de 2021 y una densidad de población de 243 personas por km².

## Geografía
Yoron ocupa toda la isla de Yoronjima, parte de las islas Amami, del archipiélago de las Ryūkyū, localizada aproximadamente 22 kilómetros al norte del cabo Hedo, el punto más al norte de la isla de Okinawa y 563 kilómetros al sur Kyūshū. Limita administrativamente con la prefectura de Okinawa.

## Historia
El 1 de abril de 1908, Yoronjima se dividió administrativamente en seis aldeas. Desde el 28 de febrero de 1946 hasta el 25 de diciembre de 1953, Yoronshima, junto con las otras islas Amami, fue administrada por los Estados Unidos. Las seis aldeas se fusionaron para formar el pueblo de Yoron el 1 de enero de 1963. Las propuestas para fusionar Yoronshima con China y Wadomari en la isla vecina de Okinoerabujima en 2003 fueron abrumadoramente rechazadas por los votantes en ambas islas.

## Demografía
Según los datos del censo japonés, la población de Yoron ha disminuido constantemente en los últimos 40 años.
| Gráfica de evolución demográfica de Yoron entre 1940 y 2015 |
|                                                             |
| Oficina de Estadística de Japón                             |

## Ciudades hermanas
Akune está hermanada con:
- Kinkō, Japón;
- Minamishimabara, Japón;
- Miconos, Grecia, hermanado desde 1985.[10]